# Batrisodes pannosus
Batrisodes pannosus (лат.) — вид пещерных жуков-ощупников (Pselaphinae) из семейства стафилиниды. Эндемик США.

## Распространение
США (штат Теннесси): пещера Pedigo Cave, округ Патнам.

## Описание
Мелкие коротконадкрылые жуки. Длина тела 2 мм. Основная окраска красновато-коричневая. Лицо редко микрогранулированное; перед круто пологий и наличник длинно пологий; там, где передняя часть и наличник сливаются, наличник продольно клиновидный с каждой стороны соединения; клипеальный край дефинитивный, тёмного цвета с очень неровным и неравномерно-зубчато-зернистым краем; перевернутая U-образная межфовеальная борозда, соединяющая две глубокие обнаженные вертикальные ямки, цельная и заметная. Голова с умеренно выпуклыми глазами, у самок редуцированные глаза содержат от 14 до 18 фасеток, у самцов от 34 до 36 фасеток. Усики 11-члениковые, брюшко из 5 видимых тергитов. Вертлуги короткие, ноги прилегают к тазикам. Надкрылья в базальной части с 3 ямками. 10-й и 11-й членики усиков очень большие. Сходен с видом Batrisodes clypeospecus.